# Isola Rabot
L'isola Rabot è un'isola nell'arcipelago delle Isole Biscoe a ovest della penisola Antartica.

## Geografia
Le dimensioni dell'isola sono di 8 km di lunghezza e di 3,2 km di larghezza.  Si trova a 1,6 km a sud-est dell'isola di Renaud, dalla quale è separata dal passaggio Rodman. La sua altezza è di 100 m.

## Storia
Fu scoperta dall'esploratore e baleniere britannico John Biscoe nel 1832 e venne mappata durante una spedizione antartica francese realizzata nel primo decennio del XX secolo. Al comando della spedizione era Jean-Baptiste Charcot e il nome fu scelto per onorare l'esploratore e geografo francese Charles Rabot.

### Rivendicazioni territoriali
- Secondo l'Argentina appartiene al dipartimento dell'Antartide Argentina nella provincia della Terra del Fuoco.
- Secondo il Cile appartiene al comune antartico della provincia cilena antartica nella regione di Magallanes e dell'Antartico cileno.
- Secondo il Regno Unito fa parte del territorio antartico britannico.

Per il Trattato Antartico tali rivendicazioni sono sospese.

## Luoghi d'interesse
Sull'isola è presente il rifugio Guillochon, sito storico antartico.